# Ростемабад (Демавенд)
Ростемабад (перс. رستم اباد‎) — село на севере Ирана, в остане Тегеран. Входит в состав шахрестана Демавенд. Является частью дехестана (сельского округа) Джемабруд бахша Меркези.

## География
Село находится в восточной части остана, к югу от автодороги 79, на расстоянии приблизительно 8 километров (по прямой) к юго-востоку от города Демавенд, административного центра шахрестана. Абсолютная высота — 1970 метров над уровнем моря.

## Население
По данным переписи 2006 года население села составляло 19 человек (11 мужчин и 8 женщин). В Ростемабаде насчитывалось 7 домохозяйств. Уровень грамотности населения составлял 36,8 %. Уровень грамотности среди мужчин составлял 45,5 %, среди женщин — 25 %.
В 2016 году постоянное население в селе отсутствовало.